# 京極高延
京極 高延（きょうごく たかのぶ、生没年不詳）は、戦国時代の武将。北近江の戦国大名。仮名は六郎。名は高広、高明とも。父は京極高清、母は斎藤妙純の娘。高吉の兄。高弥・高成の父。

## 経歴
弟の高吉とは仲が悪く、父が弟に家督を譲ろうとしたため、大永3年（1523年）、父に反発した浅見貞則や浅井亮政、堀元積ら近江国人衆に擁立され、父と弟を尾張に追い落とし、京極氏当主となった。しかし、実権は浅見貞則に握られており、大永5年（1525年）に浅井亮政が高清と和睦して貞則を追放、この機に乗じた南近江の六角定頼に亮政の居城小谷城を攻められるなど、地位は安定していなかった。
享禄元年（1528年）に上坂信光に擁立された高吉と対峙、享禄4年（1531年）、畿内の戦乱に連動して細川晴元を支援したため細川高国側の六角定頼に敗れたりしたが、天文2年（1533年）に定頼と和睦、翌年に小谷城で高清と共に小谷城で亮政の饗応を受けた。天文7年（1538年）に父が死去、家督を継いだ直後、定頼と高吉の軍勢と戦った。
なお、軍記物などでは、浅井氏の本拠である小谷城の京極丸に居たと伝えられているが、古文書から知られる動向からは上平寺城から坂田郡河内（現在の米原市梓河内）に拠点となる城を築いて移り住んでいた可能性が高いとされている。
天文10年（1541年）、亮政に対して挙兵した。亮政の子久政とも対峙したが、天文19年（1550年）に和睦した。以後は三好長慶と連合、定頼の子義賢と戦ったが、天文22年（1553年）に六角軍に敗北した後は消息不明となる。
子の高成は足利義昭の近習として室町幕府に最後まで仕えた。

## 参考史料
- 小和田哲男 編『戦国大名閨閥事典』 第二、新人物往来社、1996年。
- 宮島敬一『浅井氏三代』吉川弘文館、2008年。